# Glutaminase
Glutaminase (EC 3.5.1.2, glutaminase I, L-glutaminase, glutamin aminohydrolase) là một enzyme amidohydrolase tạo ra glutamate từ glutamine. Glutaminase có isoenzyme đặc hiệu với mô. Glutaminase có vai trò quan trọng trong các tế bào thần kinh đệm.
Glutaminase xúc tác phản ứng sau đây:
Glutamine + H2O → Glutamate + NH3

## Phân bố trong mô
Glutaminase được biểu hiện và hoạt động trong các tế bào gan quanh tĩnh mạch cửa, nơi enzyme này tạo ra  NH3 (amonia) để tổng hợp urê, cũng như glutamate dehydrogenase. Glutaminase cũng được biểu hiện trong các tế bào biểu mô của ống thận, nơi amonia tạo ra và được bài tiết dưới dạng ion amoni. Sự bài tiết của các ion amoni là một cơ chế quan trọng của việc điều chỉnh acid-base ở thận. Trong quá trình nhiễm toan mãn tính, glutaminase bị tăng lên ở thận, dẫn đến sự gia tăng số lượng ion ammonium bài tiết. Glutaminase cũng có thể được tìm thấy trong ruột, do đó mà nồng độ amonia cổng gan có thể đạt tới 0,26 mM (so với lượng amonia trong máu động mạch chỉ là 0,02 mM).
Một trong những vai trò quan trọng nhất của glutaminase có thể được thấy ở tận cùng sợi trục của tế bào thần kinh trong hệ thần kinh trung ương. Glutamate là chất dẫn truyền thần kinh kích thích được sử dụng nhiều nhất trong hệ thần kinh trung ương. Sau khi được giải phóng vào synap thần kinh để truyền dẫn thần kinh, glutamate nhanh chóng được đưa tới bởi các tế bào hình sao gần đó, và được biến đổi thành glutamine. Glutamine này sau đó được cung cấp cho tận cùng sợi trục và trước synap của các tế bào thần kinh, lúc này glutaminase sẽ chuyển đổi nó trở lại glutamate để nạp vào các túi chứa chất dẫn truyền thần kinh trong synap. Mặc dù cả glutaminase "ở thận" (GLS1) và "ở gan" (GLS2) được biểu hiện trong não, nhưng GLS2 đã được báo cáo chỉ tồn tại trong nhân tế bào trong các nơron thần kinh trung ương. 